# Stelletta lithodes
Stelletta lithodes är en svampdjursart som beskrevs av Patricia R. Bergquist 1968. Stelletta lithodes ingår i släktet Stelletta och familjen Ancorinidae. Inga underarter finns listade i Catalogue of Life.